# Mahmoud Abbas (calciatore)
Mahmoud Mohammed Abbas (Mombasa, 1956 – 28 agosto 2017) è stato un calciatore keniota, di ruolo portiere. Era soprannominato "Kenya One".

## Caratteristiche tecniche
Di ruolo portiere, era noto come abile para-rigori ed addirittura tra i suoi avversari si vociferava che egli, per riuscire così bene, si affidasse abitualmente ad uno stregone.

## Carriera

### Club
Abbas inizia la carriera nel Mwenge, dove viene notato prima dai Kenya Breweries e poi dall'Abaluhya FC, che lo ingaggiarono per sostituire Davide Keffa, costretto al ritiro per infortunio. 
Con la sua nuova squadra, che dal 1980 assumerà il nome di Leopards AFC, vincerà due coppe del Kenya, tre campionati ed in ambito continentale quattro coppe CECAFA.  Nel 1980 abbandonò temporaneamente il gioco perché fu accusato dalla tifoseria della sua squadra di essersi fatto corrompere dai rivali del Gor Mahia per incassare tre reti nella finale della Coppa CECAFA 1980; solo l'intervento di una delegazione del club che andarono a casa sua per convincerlo a tornare sui suoi passi.
Dal 1986 in poi i Leopards ingaggiarono Omar Shabaan e poi John Busolo, che iniziarono a contendergli il posto da titolare. Chiuderà la carriera nel Re-Union nel 1990.

### Nazionale
Ha militato nella nazionale kenyana dal 1976 al 1989. È stato tra i protagonisti delle vittorie degli Harambee Stars nella Coppa CECAFA, contribuendo in maniera determinante alla vittoria dei tre titoli consecutivi tra il 1981 ed il 1983.

## Statistiche

### Cronologia presenze e reti in nazionale[3]
| Cronologia completa delle presenze e delle reti in nazionale ― Kenya | Cronologia completa delle presenze e delle reti in nazionale ― Kenya | Cronologia completa delle presenze e delle reti in nazionale ― Kenya | Cronologia completa delle presenze e delle reti in nazionale ― Kenya | Cronologia completa delle presenze e delle reti in nazionale ― Kenya | Cronologia completa delle presenze e delle reti in nazionale ― Kenya | Cronologia completa delle presenze e delle reti in nazionale ― Kenya | Cronologia completa delle presenze e delle reti in nazionale ― Kenya |
| Data                                                                 | Città                                                                | In casa                                                              | Risultato                                                            | Ospiti                                                               | Competizione                                                         | Reti                                                                 | Note                                                                 |
| -------------------------------------------------------------------- | -------------------------------------------------------------------- | -------------------------------------------------------------------- | -------------------------------------------------------------------- | -------------------------------------------------------------------- | -------------------------------------------------------------------- | -------------------------------------------------------------------- | -------------------------------------------------------------------- |
| 13-10-1984                                                           | Nairobi                                                              | Kenya                                                                | 2 – 1                                                                | Etiopia                                                              | Qual. Mondiali 1986                                                  | -1                                                                   |                                                                      |
| 28-10-1984                                                           | Addis Abeba                                                          | Etiopia                                                              | 3 – 3                                                                | Kenya                                                                | Qual. Mondiali 1986                                                  | -3                                                                   |                                                                      |
| 2-12-1984                                                            | Mbale                                                                | Malawi                                                               | 2 – 1                                                                | Kenya                                                                | Coppa CECAFA                                                         | -2                                                                   |                                                                      |
| 20-4-1985                                                            | Lagos                                                                | Nigeria                                                              | 3 – 1                                                                | Kenya                                                                | Qual. Mondiali 1986                                                  | -3                                                                   |                                                                      |
| 7-10-1986                                                            | Nairobi                                                              | Kenya                                                                | 2 – 1                                                                | Somalia                                                              | Amichevole                                                           | -1                                                                   |                                                                      |
| 9-10-1986                                                            | Kampala                                                              | Uganda                                                               | 3 – 1                                                                | Kenya                                                                | Amichevole                                                           | -3                                                                   |                                                                      |
| 2-12-1989                                                            | Nairobi                                                              | Kenya                                                                | 2 – 1                                                                | Uganda                                                               | Coppa CECAFA                                                         | -1                                                                   |                                                                      |
| 5-12-1989                                                            | Nairobi                                                              | Kenya                                                                | 2 – 1                                                                | Tanzania                                                             | Coppa CECAFA                                                         | -1                                                                   |                                                                      |
| 14-12-1989                                                           | Nairobi                                                              | Kenya                                                                | 0 – 1                                                                | Malawi                                                               | Coppa CECAFA                                                         | -1                                                                   |                                                                      |
| Totale                                                               |                                                                      | Presenze                                                             | 9                                                                    |                                                                      | Reti                                                                 | -16                                                                  |                                                                      |

## Palmarès

### Club

#### Competizioni nazionali
- Campionato keniano: 3

AFC Leopards: 1980, 1981, 1982
- Coppa di Kenya: 2

AFC Leopards: 1984, 1985

#### Competizioni internazionali
- Coppa CECAFA per club: 4

AFC Leopards: 1979, 1982, 1983, 1984

### Nazionale
- Coppa CECAFA: 3

1981, 1982, 1983